# Future Days
Future Days este un album din 1973 al trupei de muzică rock, Can. Este ultimul lor album pe care se regăsește Damo Suzuki ca vocalist. Pe Future Days formația adoptă un stil îndreptat mai mult spre muzică ambientală în special pe piesa de titlu și pe cântecul de 20 de minute "Bel Air".

## Trcklist
1. "Future Days" (9:30)
2. "Spray" (8:29)
3. "Moonshake" (3:04)
4. "Bel Air" (19:52)

## Single-uri
- "Moonshake"/"Splash" (1973)

## Componență
- Holger Czukay - bas, dublu bas
- Michael Karoli - chitară, vioară
- Jaki Liebezeit - baterie, percuție
- Irmin Schmidt - claviaturi, sintetizatoare
- Damo Suzuki - voce, percuție